# Kristen Jensen-Try
 Der er flere personer med dette navn, se Kristen Jensen.
Kristen Jensen, kaldet Kristen Jensen-Try (født 5. august 1842 i Try, død 13. juni 1916), var landmand og politiker.
Han var søn af gårdejer Jens Kristensen, var på ophold på Svendstrup Højskole, gårdejer i Tårs 1862, i Try 1882, sognerådsformand for Tårs og Ugilt Sogneråd 1880-82 og 1887-89; amtsrådsmedlem af Hjørring Amtsråd fra 1889.
Kristen Jensen var engageret i Venstres kamp mod Højre og optrådte den 9. februar 1883 for første gang ved et politisk møde i Tårs. Han var folketingsmand for Sæbykredsen 1892-1901 og landstingsmand (Venstrereformpartiet) fra 1901.
22 år gammel købte han i 1864 gården Hatholt i Tårs og giftede sig året efter med Ane Kirstine Marie Christensen (født 13. marts 1839 på Fjeldgård ved Østervrå). De fik to børn, Jens Kristian Theodor i 1866 og Karoline Marie i 1869. I 1882 flyttede parret til Try Vestergård, men allerede samme år den 22. august døde Ane Kirstine kun 43 år gammel. Kristen Jensen blev boende på Try Vestergård efter hustruens død og giftede sig ikke igen.
Han var også formand for Thorshøj Andelsmejeri 1889-94, for Torslev Sparekasse 1890, for Thorshøj Brugsforening 1901-02 og for repræsentantskabet for Fjerritslevbanen fra 1905; medlem af bankrådet for Sæby Bank; formand for kontrolkomitéen for Jydsk Land- og Hypotekforening fra 1906 samt formand i Kontrolkomitéen for Den jydske Land-Hypotekforening i Herning.
Kristen Jensens solide karakter, hans politiske indsigt og en udstrakt gæstfrihed bragte ham i nær kontakt med en mængde mennesker. Han var bergianer (tilhænger af Christen Berg), og på Rigsdagen vandt han en ikke ringe anseelse som en af sit partis mest trofaste mænd. I Tinget talte Kristen Jensen kun sjældent; han var angiveligt ikke veltalende, men hans foredrag blev altid holdt i en frisk tone, og i udvalgene gjorde partiet god brug af den indsigt, han havde erhvervet sig i en mængde praktiske forhold.
Han sad i Landstinget til sin død den 13. juni 1916 og ligger begravet på Torslev Kirkegård, hvor der er rejst en mindesten over ham, og på Try Vestergård, der stadig er i slægtens eje, findes en sølvkrans, som Kristen Jensen modtog af Venstre. En buste af Kristen Jensen på mindestenen blev udført kort tid efter hans død på initiativ af beboerne i Torslev Sogn og rejst ved realskolens indvielse i 1917. Busten blev imidlertid ødelagt, da Sæby Kommune "kom til" at køre det slidte minde på lossepladsen i 1973.